# Rush (película de 2012)
Rush es una película, de suspenso india de 2012, dirigida por Shamin Desai. La película presenta a Emraan Hashmi, Aditya Pancholi, Neha Dhupia y Sagarika Ghatge. La historia se basa en los medios y el crimen. Fue estrenada el 26 de octubre de 2012 en Dussehra. Después de la muerte del director Desai durante el rodaje, la película fue completada por su esposa Priyanka Desai. En general, recibió una respuesta negativa de los críticos y se declaró un desastre en la taquilla.

## Trama
La historia trata de los medios, la política, el crimen y el sexo en el punto de la vida y la muerte. Samar Grover (Emraan Hashmi) es un reportero de noticias con problemas. A pesar de que su programa de entrevistas está en el pináculo del éxito, su vida personal se ha puesto patas arriba debido a problemas con su esposa (Sagarika Ghatge). Al no ver ninguna salida, acepta una tarea ofrecida por una magnate de los medios dinámico llamada Lisa (Neha Dhupia), que cree que puede hacerle ganar millones. Sin embargo, junto con Lisa, uno de los hombres más ricos de la India, Roger Khanna (Aditya Pancholi), juntos juegan un juego en Samar, que lo sumerge en un vórtice de violencia en un juego mortal de gato y el ratón. Debajo del barniz del glamour, el dinero, el poder y la vida envidiable de los medios, se establece una verdad que es a la vez increíble e impactante.

## Reparto
- Emraan Hashmi como Samar Grover.
- Neha Dhupia como Lisa Kapoor.
- Sagarika Ghatge como Ahana Sharma.
- Aditya Pancholi como Roger Khanna.
- Murli Sharma
- Rahul Singh como Kudo.
- Ashok Banthia como Raja Choudhary.

## Producción
La película fue anunciada a finales de 2010 por el director original younas jax. Después de elegir a Emraan Hashmi y Sagarika Ghatge, comenzó a rodar bajo el título de Raftaar 24x7. Sin embargo, después de la muerte del director Desai en enero de 2011, la película fue cancelada. En octubre de 2011, la esposa de Desai, Priyanka, anunció que completará la película, y se renombró a Play. A mediados de 2012, finalmente se anunció que la película se había completado y se titulará Rush.

## Banda sonora
La banda sonora está compuesta por Pritam. Consta de 6 canciones y letras escritas por Sayeed Quadri, Kumaar, Ashish Pandit y Hard Kaur.
| N.º | Título          | Singers                            | Duración |  |
| 1.  | «Chup Chup Ke»  | Ash King, Muazzam, Rizwan Ali Khan | 3:51     |  |
| 2.  | «Fukra»         | Jazzy B, Hard Kaur                 | 2:48     |  |
| 3.  | «Mumkin Nahi»   | Tulsi Kumar, Anupam Amod           | 4:25     |  |
| 4.  | «O Re Khuda»    | Javed Basheer, Adnan Sami          | 4:17     |  |
| 5.  | «Rab Ka Junoon» | Inderpreet Singh                   | 3:46     |  |
| 6.  | «Chup Chup Ke»  | Shaan, Muazzam, Rizwan Ali Khan    | 3:50     |  |

### Recepción
La banda sonora recibió críticas positivas tanto de críticos como públicas.
Happysing.com dio una crítica muy positiva diciendo: "Rush tiene algunas canciones realmente buenas, chhup chhup ke y Mumkin Nahi deben escuchar. El resto no está mal también. Vale la pena probarlo, y vale la pena comprarlo si eres un amante de la música." Suhail de Gomolo dio a la banda sonora 4 de 5 estrellas que justifica la banda sonora como "Un paquete eterno" con pistas que son demasiado difíciles de abandonar. ¡La banda sonora de Rush es un viaje extremadamente escandaloso !.
Hubo revisiones de promedio también. Una de ellas fue otorgada por Music Aloud, que le dio al álbum una calificación promedio de "5.5 de 10 estrellas" y comentó: "Después de un esfuerzo superlativo en Barfi, puntuación sorprendentemente sin complicaciones de Pritam para Rush".
Una de las críticas negativas fue dada por Bollyspice.com, quien le dio al álbum una calificación negativa de "2 de 5 estrellas" y también comentó que "encontré que la banda sonora de Rush era un intento frágil por parte de Pritam. compuso algunas canciones verdaderamente espectaculares para su último álbum 'Barfi!', Pritam ha entregado aquí un álbum que tiene dos canciones geniales y el resto es muy normal ".

## Lanzamiento
Rush iba a ser lanzado inicialmente el 26 de octubre, pero por alguna razón fue atrasado hasta el 24 de octubre. Sin embargo, la película se pospuso nuevamente del 24 al 26 de octubre debido a la gran cantidad de películas que se lanzaron en la misma época y la aparición de la exitosa carrera de estudiante del año de Karan Johar. La película finalmente se lanzó el 26 de octubre de 2012. Rush lanzó en 850 cines en todo el país.

### Recepción crítica
Rush recibió críticas negativas por debajo de la media. Apurv Bhatia de Koimoi le dio 1,5 estrellas "Rush es una película medio cocida y poco inspiradora que no provoca ninguna respuesta" escribió Apurv. El sitio de Social Movie Rating le otorgó una calificación de 2.4 ubicándolo en categoría Inferior al Promedio. Taran Adarsh de Bollywood Hungama le dio 2 estrellas. Rohit Khilnani de Rediff le dio 1,5 estrellas.